# Petreștii de Jos (gmina)
Petreștii de Jos – gmina w Rumunii, w okręgu Kluż. Obejmuje miejscowości Crăești, Deleni, Livada, Petreștii de Jos, Petreștii de Mijloc, Petreștii de Sus i Plaiuri. W 2011 roku liczyła 1512 mieszkańców.